# جوناثان هيرست
جوناثان هيرست (بالإنجليزية: Jonathan Hurst)‏ هو لاعب كرة قاعدة أمريكي، ولد في 20 أكتوبر 1966 في نيويورك في الولايات المتحدة.

## وصلات خارجية
- جوناثان هيرست على موقع الدوري الياباني لكرة القاعدة (الإنجليزية)
- جوناثان هيرست على موقعبيزبول رفرنس.كوم (الدوري الرئيسي) (الإنجليزية)
- جوناثان هيرست على موقعبيزبول رفرنس.كوم (الدوري الثانوي) (الإنجليزية)
- جوناثان هيرست على موقع إي إس بي إن.كوم (أم.أل.بي) (الإنجليزية)
- جوناثان هيرست على موقع مشجعي الرسوم البيانية (الإنجليزية)